# ويليام بارلون
ويليام "بيل" بارلون (مواليد 1956) هو مواطن أمريكي اعتُقل عام 1995 خلال حكم الرئيس العراقي صدام حسين، رفقة صديقه ديفيد داليبرتي ومواطنين أمريكيين آخرين هما تشاد هال وكينيث بيتي، حيث اتُهموا بدخول العراق بشكل غير قانوني، في قضية أثارت جدلاً دولياً وأدت إلى تدخل دبلوماسي أمريكي مكثف لإنهاء أزمتهم.

## سيرته
ويليام بارلون من مواليد نيو هامبتون بولاية آيوا الأمريكية، وهو متزوج من رائدة الأعمال ليندا ويليام، وقد كان للزوجين ثلاثة أطفال حتى عام 1995، حيث شكلت أسرته الداعم الرئيسي له خلال محنته التي احتلت عناوين الأخبار الدولية.

## اعتقال
كان ويليام بارلون وديفيد داليبرتي يعملان كمقاولين مدنيين للبحرية الأمريكية في مجال صيانة الطائرات بالكويت عندما تم اعتقالهما في 13 مارس 1995 بعد عبورهما الحدود الكويتية-العراقية دون قصد حسب زعمهما، حيث تم احتجازهما في سجن أبو غريب وخلال فترة الاحتجاز زارتهما زوجتاهما في محاولة فاشلة للإفراج عنهما، مما أثار قضية اعتقالهما جدلاً دولياً حول ظروف الاعتقال ومدى شرعيته.
في 25 مارس، حُكم على ويليام وداليبرتي بالسجن لمدة 8 سنوات، مما دفع شخصيات سياسية بارزة مثل الدبلوماسي البولندي ريتشارد كريستوسيك والحاكم المستقبلي لنيو مكسيكو بيل ريتشاردسون لزيارتهما في السجن لمحاولة الضغط دولياً للإفراج عنهما. أفاد كريستوسيك بأنهما بحالة صحية جيدة لكن في ظروف احتجاز قاسية، حيث كانا يتشاركان زنزانة مع 200 سجين آخرين ولا يتوفر سوى 3 فتحات تستخدم كمراحيض، مما سلط الضوء على أوضاع السجون العراقية آنذاك وأثار موجة استنكار دولية.
أفاد ويليام وداليبرتي بأن كليهما عانى من مشاكل قلبية خلال فترة سجنهما، لكنهما تلقيا معاملة طبية عادلة من قبل الأطباء في المنشأة الصحية التابعة للسجن، حيث أشارا إلى أن الرعاية الصحية المقدمة لهما كانت من العناصر الإيجابية النادرة في تجربتهما القاسية، رغم الظروف الصعبة التي وصفاها في السجن.

## اطلاق سراحه
في يوم الأحد الموافق 16 يوليو 1995، تم الإفراج عن ويليام وداليبرتي بعد اجتماع بيل ريتشاردسون مع صدام حسين لمدة ساعة واحدة، حيث أُطلق سراحهما لأسباب إنسانية، على الرغم من تكهنات المسؤولين الأمريكيين بأن حسين كان يحاول من خلال هذه الخطوة تخفيف حدة العقوبات الاقتصادية الدولية المفروضة على العراق من قبل الأمم المتحدة.
تلقّت زوجتا ويليام وداليبرتي اتصالاً هاتفياً شخصياً من الرئيس الأمريكي بيل كلينتون يُخبرهما بالإفراج عن زوجيهما، حيث كانت ليندا ويليام زوجة بيل في رحلة عمل إلى سنغافورة وقت الإفراج عنهما. في 18 يوليو/تموز، غادر ويليام إلى عمّان بالأردن برفقة ريتشاردسون وداليبرتي، ومن هناك استقلّ رحلة طيران الخليج إلى المنامة في البحرين، ثم توجّه إلى مدينة الكويت، في رحلة عودة طويلة أنهت محنتهما التي استمرت أشهراً تحت الأضواء الدولية.

## جوائز نقدية
في عام 2001، قضت محكمة اتحادية في واشنطن العاصمة بمنح ويليام بارلون تعويضاً قدره 2.9 مليون دولار وزوجته ليندا 1.5 مليون دولار من الحكومة العراقية، كتعويض عن فترة سجنه غير المشروعة، في حكم اعتبر سابقة قانونية في قضايا التعويضات عن انتهاكات حقوق الإنسان التي ترعاها الدول، حيث جاء هذا القرار تتويجاً لمسار قضائي طويل سعت خلاله العائلتان للحصول على العدالة والتعويض المناسب عن المعاناة النفسية والجسدية التي عاشاها خلال فترة الاحتجاز.